# Стройиндустрия (футбольный клуб)
«Стройиндустрия» — советский футбольный клуб из города Бельцы Молдавской ССР. Создан в 1957 году. Последнее упоминание в 1968 году.
В 1957 году при бельцком Заводе железобетонных изделий и крупнопанельного домостроения была организована футбольная команда получившая название «Стройтрест».
Первоначально коллектив выступал в чемпионате и кубке города, а начиная с 1960 года и в первенстве Молдавской ССР.
«Стройтрест» (Бельцы) – обладатель Кубка города 1959 года.
В 1961 и 1962 гг. игроки «Стройтреста» завоевали почётный титул чемпиона ДСО «Молдова», обыграв сильные команды Кишинёва, Тирасполя, Бендер, Оргеева, а в 1962 году стали серебряными призёрами чемпионата Молдавской ССР (в финальной пульке бельчане обошли бендерский «Молдавкабель» и столичное «Динамо», уступив лишь представителям Кишинёвского государственного университета).
Благодаря этим успехам на базе заводского коллектива была создана команда мастеров «Строитель», впервые получившая право защищать спортивную честь города в чемпионате Советского Союза.
Бельцы стали четвёртым городом Молдавии (после Кишинёва, Бендер и Тирасполя) футбольный коллектив которого выступил во всесоюзном первенстве.
В 1963—1968 годах играл в Классе «Б» первенства СССР.

## Названия
- 1957—1962 — «Стройтрест»
- 1963—1967 — «Строитель»
- 1968—? — «Стройиндустрия»

## Главные тренеры
- 1963 — Акимов, Евгений Иванович
- 1964 — Бобков, Олег Николаевич
- 1965 — Есин, Николай Филиппович

## Известные игроки
- Есин, Николай Филиппович

## Достижения
- В первенстве СССР — 8-е место в зональном турнире класса «Б»: 1968
- В кубке СССР — 1/4 финала зонального турнира: 1965